# چشمک (همسر اردشیر بابکان)
چشمک (پارسی میانه: Cašmag) یا چشمه یکی از زنان نجیب‌زاده ساسانی در سده سوم میلادی و همسر اردشیر بابکان بود.

## زندگی

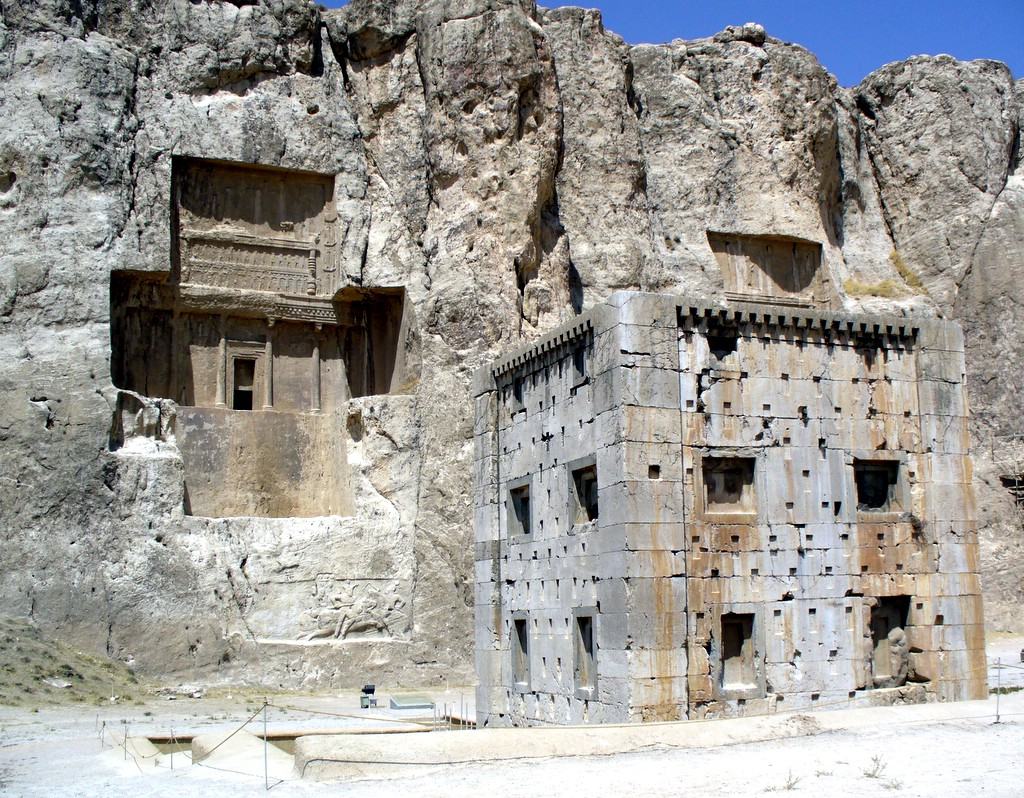
کعبه زرتشت، جایی که سنگ‌نوشته شاپور یکم حک شده است

اصالت چشمک ناشناخته است. از او در سنگ‌نوشته شاپور یکم بر کعبه زرتشت در میان اعضای خاندان سلطنتی ساسانی با عنوان بانو (پارسی میانه: bānūg) یاد شده است. مشخص نیست که رابطه او با خاندان ساسانی دقیقاً چیست، اما گفته می‌شود که وی همسر یا حداقل صیغه اردشیر بابکان بوده است.